# Tuomas Kyrö
Pour les articles homonymes, voir Kyrö.
Tuomas Kyrö, (née le 4 juin 1974 à Helsinki) est un écrivain finlandais.

## Carrière
De 2005 à 2009, Tuomas Kyrö est le premier boursier de la maison des écrivains d'Eeva Joenpelto.
Tuomas écrit des romans, causeries, pièces de théâtre, bandes dessinées et des caricatures.
Depuis 2010, Tuomas Kyrö écrit une chronique pour Helsingin Sanomat.
Depuis 2012 il présente le programme Hyvät ja huonot uutiset (français : Bonnes et mauvaises nouvelles) sur la chaîne de télévision Nelonen.
Il habite à Janakkala.

## Œuvres

### Livres traduits en français
- Les Tribulations d'un lapin en Laponie [« Kerjäläinen ja jänis »]  (trad. Anne Colin du Terrail), Denoël, coll. « Et D'ailleurs », 2012 (ISBN 978-2-207-11235-9 et 2-207-11235-7)

### Romans en finnois
- Nahkatakki, Helsinki, WSOY, 2001 (ISBN 951-0-26163-7)
- Tilkka, Helsinki, WSOY, 2003 (ISBN 951-0-28318-5)
- (fi) Liitto, Helsinki, WSOY, 2005, 356 p. (ISBN 951-0-30891-9)
- (fi) Benjamin Kivi, Helsinki, WSOY, 2007, 335 p. (ISBN 978-951-0-33399-0)
- 700 grammaa, Helsinki, WSOY, 2009 (ISBN 978-951-0-35601-2)
- Mielensäpahoittaja, Helsinki, WSOY, 2010, 130 p. (ISBN 978-951-0-36626-4)
- Kerjäläinen ja jänis, Helsinki, Siltala, 2011 (ISBN 978-952-234-068-9)
- Kyrö, Tuomas & Kyrö, Antti, Pukin paha päivä, Helsinki, WSOY, 2011 (ISBN 978-951-0-38235-6)
- Miniä, Helsinki, Kirjakauppaliitto, 2012 (ISBN 978-952-67705-0-5)
- Mielensäpahoittaja ja ruskeakastike, Helsinki, WSOY, 2012, 130 p. (ISBN 978-951-0-39079-5)
- Kyrö, Tuomas & Kyrö, Antti, Pukki laivalla, Helsinki, WSOY, 2012 (ISBN 978-951-0-39303-1)
- Kunkku, Helsinki, Siltala, 2013 (ISBN 978-952-234-173-0)
- Ilosia aikoja, mielensäpahoittaja, Helsinki, WSOY, 2014 (ISBN 978-951-0-40762-2)

### Autres ouvrages en finnois
- Taide ja tolkku, Helsinki, WSOY, 2008 (ISBN 978-951-0-34532-0)
- Urheilukirja, Helsinki, Teos, 2011, 289 p. (ISBN 978-951-851-337-0)
- Uusi urheilukirja, Helsinki, Mielensäpahoittaja, 2015 (ISBN 978-952-93-5813-7)
- Mielensäpahoittaja : Miehen työt  (ill. Mika Tuominen), Helsinki, WSOY, 2016 (ISBN 978-951-0-42074-4)
- Mielensäpahoittajan keittiössä  (ill. Pia Inberg, Mika Tuominen et al.), Helsinki, WSOY, 2016 (ISBN 978-951-0-42075-1)
- Mielensäpahoittajan hiihtokirja, Helsinki, WSOY, 2016 (ISBN 978-951-0-42128-4)

## Prix et récompenses
Les prix décernés à Tuomas Kyrö sont:
- 2005, Prix Kalevi Jäntti
- 2006, Prix Nuori Aleksis
- 2011, Médaille Kiitos kirjasta.
- 2011, Livre sportif de l'année (fi)[3].